# Joe Ide
Pour les articles homonymes, voir Ide.
Œuvres principales
- Série IQ

Joe Ide, né en 1958, est un écrivain américain d'origine japonaise, auteur de roman policier.

## Biographie
Le premier roman de Joe Ide, Gangs of L.A. (IQ), est publié en 2016 en littérature. Il est lauréat dans la catégorie meilleur premier roman du prix Anthony, du prix Macavity et du prix Shamus. C'est le premier volume d'une série consacrée à Isaiah Quintabe, appelé IQ, un jeune homme noir qui résout des crimes en utilisant uniquement son intelligence et ses observations, à l'est de Long Beach en Californie.

## Œuvre

### Romans

#### SérieIQ
1. Gangs of L.A., Denoël, coll. « Sueurs froides », 2019 ((en) IQ, 2016), trad. Diniz Galhos, 400 p.  (ISBN 978-2-207-13734-5)Réédition, Gallimard, coll. « Folio policier » no 911, 2020, 432 p. (ISBN 978-2-07-288486-3)
2. Lucky, Denoël, coll. « Sueurs froides », 2020 ((en) Righteous, 2017)Réédition, Gallimard, coll. « Folio policier » no 941, 2021, 464 p. (ISBN 978-2-07-292286-2)
3. (en) Wrecked, 2018
4. (en) Hi Five, 2020
5. (en) Hi Smoke, 2021
6. (en) Hi Fixit, 2023

#### Romans indépendants
- (en) Break it Down, 2018
- (en) The Goodbye Coast: A Philip Marlowe Novel, 2022

## Prix et distinctions

### Prix
- Prix Anthony 2017 du meilleur premier roman pour Gangs of L.A.[1]
- Prix Macavity 2017 du meilleur premier roman pour Gangs of L.A.[2]
- Prix Shamus 2017 du meilleur premier roman pour Gangs of L.A.[3]

### Nominations
- Prix Edgar-Allan-Poe 2017 du meilleur premier roman pour Gangs of L.A.[4]
- Prix Barry 2017 du meilleur premier roman pour Gangs of L.A.[5]
- Strand Critics Award 2017 du meilleur premier roman pour Gangs of L.A.[6]
- New Blood Dagger Award 2018 pour Gangs of L.A.[7]
- Prix Thriller 2021 du meilleur roman pour Hi Five[8]
- Prix Shamus 2023 du meilleur roman pour The Goodbye Coast: A Philip Marlowe Novel[3]
- Prix Thriller 2024 du meilleur roman pour Fixit[8]